# Rantis
Rantis (àrab: رنتيس, Rantīs) és una vila palestina en la governació de Ramal·lah i al-Bireh, al centre de Cisjordània, situada 33 km al nord-oest de Ramal·lah. Segons l'Oficina Central d'Estadístiques de Palestina (PCBS), tenia 3.243 habitants en 2016. La població pertany a sis clans: Danoun, Wahdan, Khallaf, Ballot, Dar Abo Salim, al-Ryahee i Hawashe. Té una àrea de 11,046 dúnams dels quals 589 dúnams són sòl urbanitzat. El principal sector econòmic de la ciutat és l'agricultura i el 20% de la seva superfície és sembrada de cultius. Hi ha dues escoles primàries i dues escoles bressol. Altres instal·lacions són tres clíniques, una estació d'autobusos, un club i dos mesquites.

## Història
En una cova propera, s'han trobat artefactes de pedrenyal, possiblement produïts durant el període Paleolític mitjà, ocasionalment per la tècnica Levallois.
Cadascun dels evangelis mencionen aquesta ciutat com Arimatea, una vegada i sempre en associació amb Josep d'Arimatea, que va col·locar el cos de Crist en la seva pròpia tomba. Tant Eusebi de Cesarea com Jeroni d'Estridó identifiquen Arimatea com el lloc de naixement de Samuel. En el segle iv Jeroni d'Estridó informa que Paula de Roma va visitar la localitat. Sòlides tradicions medievals refuten aquest reclam, celebrant aquesta ciutat com a casa original del profeta. S'hi va erigir un monestir de Josep d'Arimatea. Tradicions conflictives insten la localització d'Arimatea a la moderna Rantis, a 15 milles a l'est de Jaffa. Altres suggeriments per Arimatea són al-Ram i al-Bireh-Ramallah, a 5 i 8 milles al nord de Jerusalem, respectivament. El SWP assumeix que la vila és "antiga", amb tombes tallades en la roca al sud-oest de la vila.
Excavacions arqueològiques hi han desenterrat terrissa de l'Edat de Ferro i persa a més de restes d'una carretera i un edifici romà. També s'hi ha excavat un edifici, probablement datat de l'era romana d'Orient.

### Època croada
Durant l'era croada fou coneguda com a Arimathia, Arimatie, Abarimatie, i Rantis. Pel 1150 els premonstratesos eren representants a Rentis amb uan casa. En 1159-60 fou esmenada a fonts croades una església a la vila. En 1187 Rantis fou conquerida per Saladí i els croats no la van poder recuperar.

### Època otomana
Rantis va ser incorporada a l'Imperi Otomà en 1517 amb tota Palestina, i el 1596 va aparèixer als registres fiscals com a part de la nàhiya de Jabal Qubal al liwà de Nablus. Tenia una població de 20 llars i 2 solters, tots musulmans. Els vilatans pagaven impostos sobre blat, ordi, cultius d'estiu, oliveres, cabres i/o ruscs, i una premsa per a olives o raïm.
L'explorador francès Victor Guérin va visitar la vila en 1870, i va assenyalar que tenia uns 400 habitants, i que era envoltada d'oliveres i plantacions de tabac.
En 1883 el Survey of Western Palestine del Fons per a l'Exploració de Palestina descriu Rantis com a poble, principalment de tova, en un pendent, envoltat de terra oberta i unes poques oliveres. L'aigua era subministrada per cisterne s. El SWP va suposar que el poble era «antic», ja que s'hi van trobar tombes tallades en roca.

### Època del Mandat Britànic
En el cens de Palestina de 1922, organitzat per les autoritats del Mandat Britànic, la població de Rantis era de 824 habitants, tots musulmans, incrementats en el cens de 1931 a 954 musulmans, en un total de 213 cases.
En 1945 la població era de 1.280 musulmans, amb una àrea de terra de 30,933 dúnams, segons una enquesta oficial de terra i població. D'aquests, 1,299 eren plantacions i terra de regadiu, 7,341 per a cereals, mentre 30 eren sòl edificat.

### Després de 1948
En la vespra de guerra araboisraeliana de 1948, i després dels acords d'armistici araboisraelians de 1949, Rantis fou ocupada pel regne haixemita de Jordània.
Els dies 28 i 29 de gener de 1953 entre 120 i 150 homes de les Forces de Defensa d'Israel, usant morters de 2 polzades, morter sde 3 polzades, P.I.A.T. (projectors, infanteria i antitancs), torpedes Bangalore (tubs de metall llargs que contenien una càrrega explosiva), metralladores, magranes i armes curtes, van travessar la línia de demarcació i van atacar els pobles jordans de Falameh i Rantis. A Falameh van assassinar el mukhtar, set altres vilatans van resultar ferits i tres cases van ser demolides. L'atac va durar quatre hores i mitja. Israel va ser condemnat per aquest acte per la Comissió Mixta d'Armistici.
Després de la Guerra dels Sis Dies de 1967 va romandre sota l'ocupació israeliana.